# رافاييل بينيتيز
رافاييل بينيتيز مودز (بالإسبانية: Rafael Benítez)‏ (تلفظ بالإسبانية: ‎/rafaˈel ˈrafa βeˈniteθ ˈmauðes/‏؛ مواليد 16 أبريل 1960) هو مدرب كرة قدم إسباني ولاعب كرة قدم سابق.

## مسيرته التدريبية

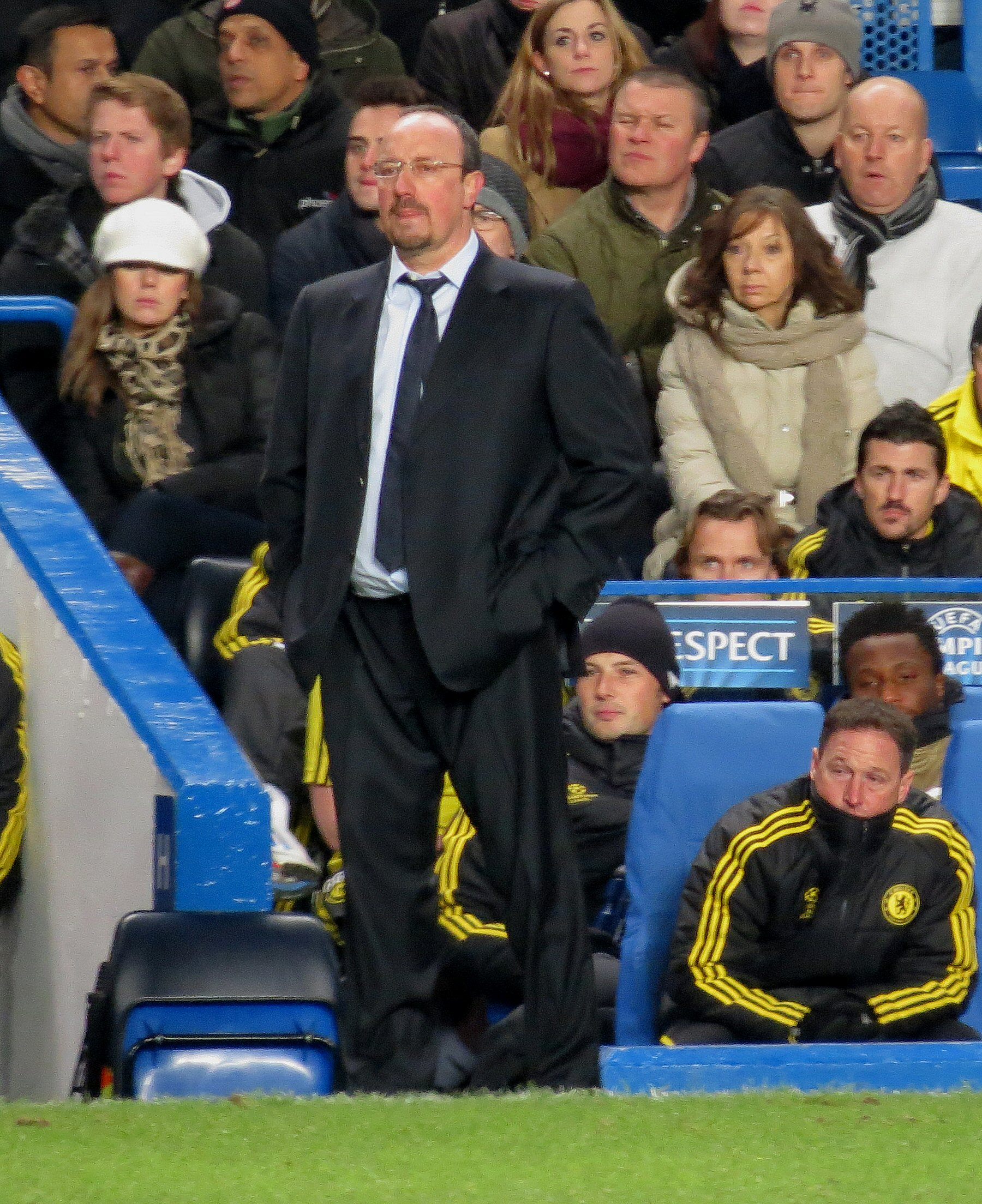
رافائيل بينيتيز (تشيلسي ضد نوردشيالاند) ديسمبر 2012

ولد في مدريد، لعب كرة القدم في اكاديمية ريال مدريد وبسبب دراسته الجامعية توقف رافا عن اللعب وبدأ بالتدريب في عمر 26 عاما، حيث بدأ بتدريب نادي ريال مدريد تحت 19 سنة، ومن ثم الفريق الرديف حتى أصبح مساعد مدرب للفريق الأول، انتقل بينيتيز بعيدا عن ريال مدريد حيث درب في بلد الوليد واوساسونا لفترة قصيرة، بعد ذلك وقع رافا مع نادي اكسترامدورا الإسباني وتأهلوا معه للاليقا الإسبانية موسم 97 ولكنهم هبطوا في الموسم الذي يليه.

وبعد فترة استراحة من كرة القدم تولى تدريب تينيريفي في عام 2000 لمدة موسم واحد، وتم تعيينه مدربا لفالنسيا عام 2001 حتى عام 2004 واثبت انه من كبار مدربي الدوري بفوزه باللقب الإسباني مرتين وكاس الاتحاد الاوربي (الدوري الاوربي حالياً) ومع ذلك، فإن الخلافات بين بينيتيز ومدير النادي جعلته يترك النادي ويوقع مع ليفربول الإنجليزي بالصيف.

وكان بينيتيز على موعد مع انجازات عالية في أول موسم له عندما قاد ليفربول للفوز في دوري أبطال أوروبا في عام 2005، كما فاز بكأس الاتحاد الإنجليزي في عام 2006 ووصل إلى نهائي دوري أبطال أوروبا 2007، لكنه ظل غير قادر على الفوز في الدوري الممتاز وكان أفضل إنجاز له هو المركز الثاني موسم 2008–2009، وتمت اقالته في 2010 بعد خلافات حادة مع ملاك النادي الأمريكيين جيليت وهيكس، وفي نفس العام تم الاتفاق بينه وبين إدارة نادي انتر ميلان الإيطالي ليكون مدرباً للفريق وقاده لتحقيق لقبين (كأس السوبر الإيطالي وكأس العالم للأندية) لكنه اقيل في منتصف موسم 2010–11، وفي نوفمبر 2012 عُيَّن مدرباً مؤقتا لنادي تشيلسي الأنجليزي للفترة المتبقية من الموسم وقاد الفريق لتحقيق لقب الدوري الأوربي 2013.

ومن ثم انتقل إلى نادي نابولي الإيطالي في عام 2013–2015 وحقق معه لقبين كأس إيطاليا وكأس السوبر الإيطالي حتى أعلن استقالته ورحيله لنادي العاصمة مدريد فريق ريال مدريد إلا انه تمت اقالته في منتصف الموسم بعد التعادل الإيجابي 2–2 مع نادي فالنسيا.

## الإنجازات

### كلاعب
بارلا
- الدوري الإسباني الدرجة الثالثة (1): 1981–82[بحاجة لمصدر]

### كمدرب
المصدر:
 فالنسيا
- الدوري الإسباني (2): 2001–02، 2003–04
- كأس الاتحاد الأوروبي (1): 2003–04

 ليفربول
- كأس الاتحاد الإنجليزي (1): 2005–06
- درع الاتحاد الإنجليزي (1): 2006
- دوري أبطال أوروبا (1): 2004–05
- كأس السوبر الأوروبي (1): 2005

 إنتر ميلان
- كأس السوبر الإيطالي (1): 2010
- كأس العالم للأندية (1): 2010

 تشيلسي
- الدوري الأوروبي (1): 2012–13

 نابولي
- كأس إيطاليا (1): 2013–14
- كأس السوبر الإيطالي (1): 2014

 نيوكاسل يونايتد
- دوري البطولة الإنجليزية (1): 2016–17[5]

الفردية
- جائزة أفضل مدرب في الدوري الإسباني (1): 2002
- جائزة أفضل مدرب من الويفا (2): 2003–04، 2004–05
- مدرب العام الأوروبي – جائزة ألف رامسي (1): 2005
- جوائز رابطة مُدرِّبي الدوري (1): 2006[بحاجة لمصدر]
- مدرب الشهر في الدوري الإنجليزي الممتاز (7): نوفمبر 2005، ديسمبر 2005، يناير 2007، أكتوبر 2008، مارس 2009، أبريل 2013، نوفمبر 2018[6]
- مدرب الشهر في دوري البطولة الإنجليزية (1): أكتوبر 2016[7]

## وصلات خارجية
- رافاييل بينيتيز على موقع IMDb (الإنجليزية)

- رافاييل بينيتيز على موقع قاعدة بيانات كرة القدم.إي يو (الإنجليزية)
- رافاييل بينيتيز على موقع Soccerbase.com (مدرب) (الإنجليزية)
- رافاييل بينيتيز على موقع عالم كرة القدم.نت (الإنجليزية)